# Sainte-Marie-de-Vatimesnil
Pour les articles homonymes, voir Sainte-Marie.
Sainte-Marie-de-Vatimesnil est une commune française située dans le département de l'Eure, en région Normandie.

## Géographie

### Localisation
|             | Étrépagny                  | Chauvincourt-Provemont |
| Hacqueville | Sainte-Marie-de-Vatimesnil | Gamaches-en-Vexin      |
| Richeville  | Mouflaines                 | Villers-en-Vexin       |

### Hydrographie
La commune est située dans le bassin Seine-Normandie. Elle n'est drainée par aucun cours d'eau,.

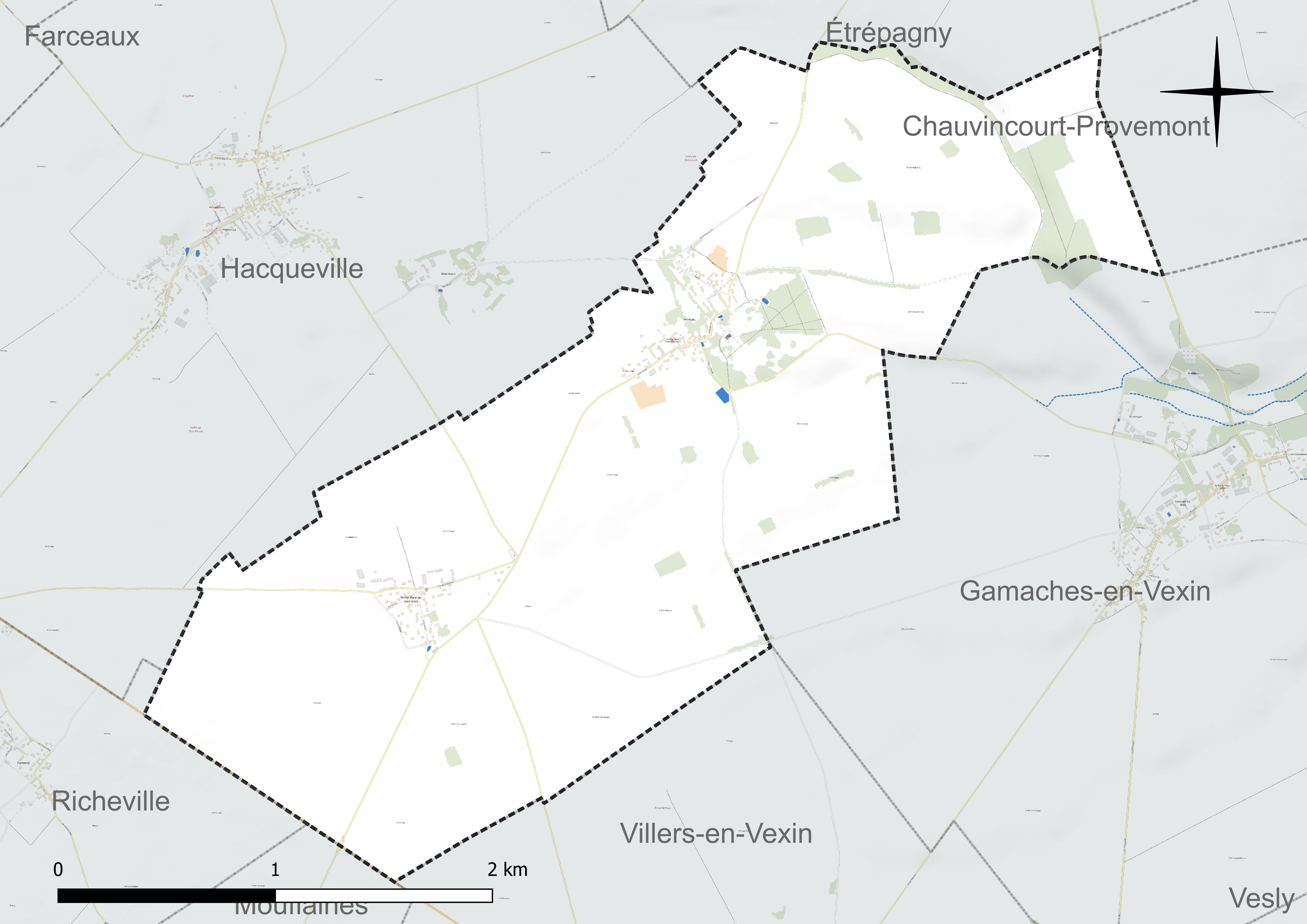
Réseau hydrographique de Sainte-Marie-de-Vatimesnil.

### Climat
Pour des articles plus généraux, voir Climat de la Normandie et Climat de l'Eure.
En 2010, le climat de la commune est de type climat océanique dégradé des plaines du Centre et du Nord, selon une étude du CNRS s'appuyant sur une série de données couvrant la période 1971-2000. En 2020, Météo-France publie une typologie des climats de la France métropolitaine dans laquelle la commune est exposée à un climat océanique et est dans la région climatique  Sud-ouest du bassin Parisien, caractérisée par une faible pluviométrie, notamment au printemps (120 à 150 mm) et un hiver froid (3,5 °C). Parallèlement le GIEC normand, un groupe régional d’experts sur le climat, différencie quant à lui, dans une étude de 2020, trois grands types de climats pour la région Normandie, nuancés à une échelle plus fine par les facteurs géographiques locaux. La commune est, selon ce zonage, exposée à un « climat des plateaux abrités », correspondant aux plaines agricoles de l’Eure, avec une pluviométrie beaucoup plus faible que dans la plaine de Caen en raison du double effet d’abri provoqué par les collines du Bocage normand et par celles qui s’étendent sur un axe du Pays d'Auge au Perche.
Pour la période 1971-2000, la température annuelle moyenne est de 10,9 °C, avec  une amplitude thermique annuelle de 14,7 °C. Le cumul annuel moyen de précipitations est de 735 mm, avec 11,5 jours de précipitations en janvier et 7,8 jours en juillet. Pour la période 1991-2020, la température moyenne annuelle observée sur la station météorologique la plus proche, située sur la commune d'Étrépagny à 4 km à vol d'oiseau, est de 11,3 °C et le cumul annuel moyen de précipitations est de 774,0 mm,. Pour l'avenir, les paramètres climatiques de la commune estimés pour 2050 selon différents scénarios d’émission de gaz à effet de serre sont consultables sur un site dédié publié par Météo-France en novembre 2022.

## Urbanisme

### Typologie
Au 1er janvier 2024, Sainte-Marie-de-Vatimesnil est catégorisée commune rurale à habitat dispersé, selon la nouvelle grille communale de densité à 7 niveaux définie par l'Insee en 2022.
Elle est située hors unité urbaine. Par ailleurs la commune fait partie de l'aire d'attraction de Paris, dont elle est une commune de la couronne,. 

### Occupation des sols
L'occupation des sols de la commune, telle qu'elle ressort de la base de données européenne d’occupation biophysique des sols Corine Land Cover (CLC), est marquée par l'importance des territoires agricoles (100 % en 2018), une proportion identique à celle de 1990 (100 %). La répartition détaillée en 2018 est la suivante :
terres arables (93,1 %), zones agricoles hétérogènes (6,9 %). L'évolution de l’occupation des sols de la commune et de ses infrastructures peut être observée sur les différentes représentations cartographiques du territoire : la carte de Cassini (XVIIIe siècle), la carte d'état-major (1820-1866) et les cartes ou photos aériennes de l'IGN pour la période actuelle (1950 à aujourd'hui).

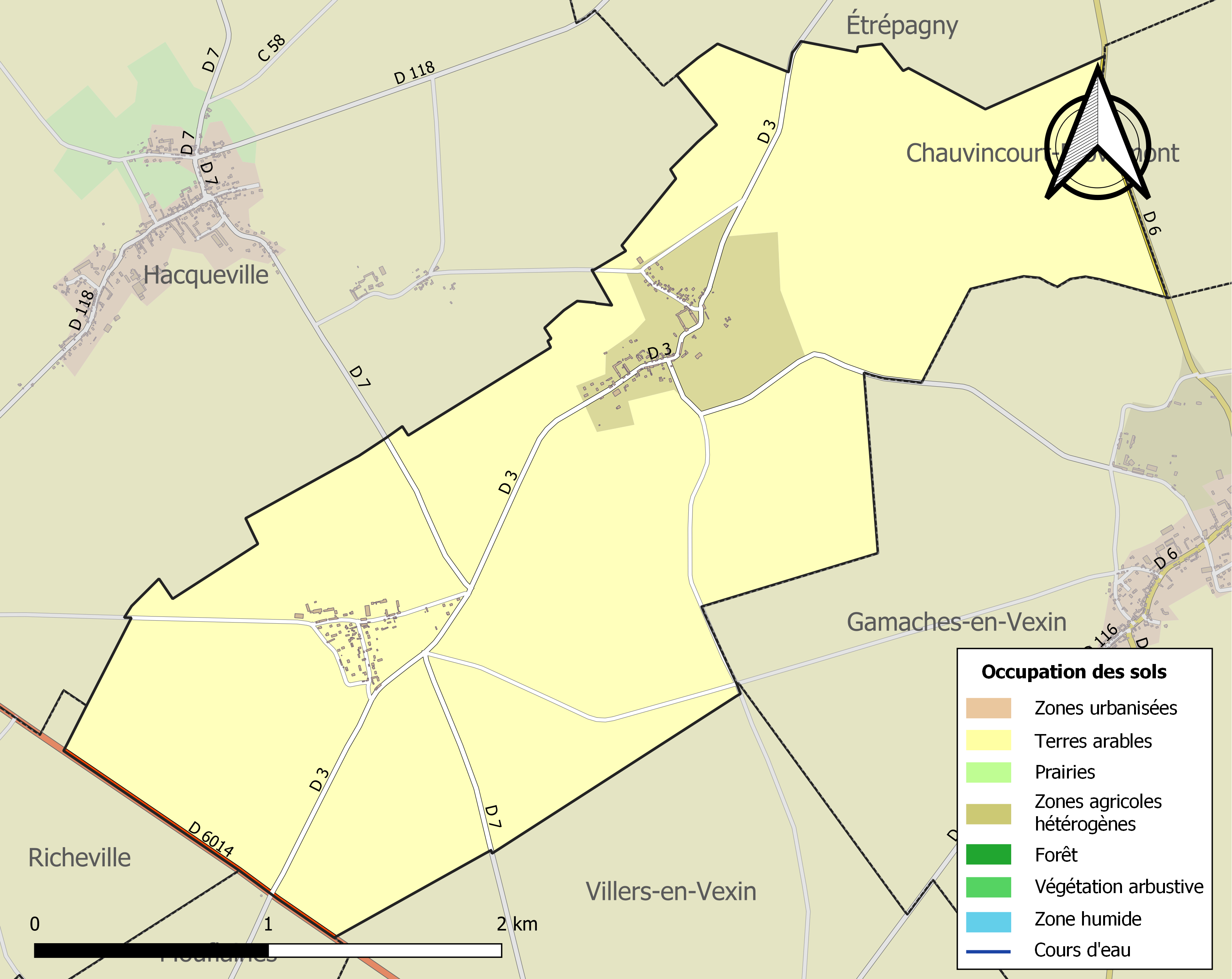
Carte des infrastructures et de l'occupation des sols de la commune en 2018 (CLC).

## Toponymie
Sainte-Marie-de-Vatimesnil est composée de la réunion de Sainte-Marie-des-Champs (Eure) et de Vatimesnil en 1844
L'hagiotoponyme de la localité est attesté sous la forme Beata Maria in Campis vers 1240.
Sainte-Marie, de Dame Marie, il s'agit d'un équivalent de Notre-Dame. En bas latin, le terme dominus/domina était utilisé devant un nom de personne pour l'honorer, avant d'utiliser le mot saint.
Le mot champ est à interpréter dans le sens courant en toponymie de plaine cultivée.
Vatimesnil : Walteri masnile vers 1025; « le mesnil de Walterus », de l'élément de toponyme mesnil désignant jusqu'à l'Ancien Régime un domaine rural et du nom de personne germanique dont dérive les noms de famille Vautier (forme normande) et Gautier (forme francienne).

## Histoire
Sainte-Marie-de-Vatimesnil est composée de la réunion administrative récente (1844) de Sainte-Marie-des-Champs (dont la municipalité en 1793 porte le nom de Plaine-des-Champs) et de Vatimesnil.

### Sainte-Marie-des-Champs
En 1250, le fief de Sainte-Marie-des-Champs appartenait à la famille Lebrun et comptait 71 paroissiens.
En 1408, Jacques Lebrun était seigneur de Sainte-Marie-des-Champs. Le 13 mai 1424, Robert Alorge fils eut tout le fief de Sainte-Marie-de- Champs par échange contre le fief d'Aveni. En 1766, Gaspard Maximilien de Levanout était seigneur de Sainte-Marie-des-Champs.
Sainte-Marie-des-Champs paraissait divisé en trois fiefs : la Haule, la Grippière et l'Isle.
- Un acte fait apparaître que la Haule appartenait en 1300 à la famille Lebrun et ensuite à la famille Alorge.

- En 1520, le fief de la Grippière fut vendu à Jean Langlois.

- Le premier acte connu du fief de l'Isle est daté du 25 novembre 1767, celui-ci fait appartenir ce fief (ainsi que celui du Grand Saint-Martin à Vatimesnil), à Pierre Henri Lefébure de Vatimesnil.

Vers 1399, Sainte-Marie s'appela Sainte-Marie-des-Champs-sous-Gamaches, car il dépendait du doyenné de Gamaches. Le village prit ensuite le nom de Notre-Dame-des-Champs puis Sainte-Marie-des-Champs. En 1676, il est fait état de la statue de sainte Barbe dans la chapelle de l'église. Sainte Barbe était la patronne de Sainte-Marie-des-Champs. Les vestiges de la croix monumentale à l'extérieur de l'église datent de 1550 environ.

### Vatimesnil
Vatimesnil est un fief dépendant de Provemont. Le premier seigneur connu est Geoffroy en 1195, puis Richard en 1250.
De 1250 à 1420, Vatimesnil appartient à la famille Lebrun, comme Sainte-Marie-des-Champs à la même période.
En 1420, la seigneurie de Vatimesnil fut confisquée par le roi d'Angleterre. En 1449, Vatimesnil appartenait à Guillaume de Cléraunay, en 1462 à Pierre de Cugnac, en 1522 à Barthelémy de l'Isle. Le 5 décembre 1601, Vatimesnil appartient à Claude Sublet et en 1626 à Claude Maillet, chevalier, et sa famille jusqu'en 1715.
Une chapelle Notre-Dame-de-Consolation (dont il n'y a plus de trace) fut construite en 1667 par Madeleine de Lyée et était dédiée à saint Michel.
Vatimesnil fut vendu en 1715 à Pierre Georges Lefébure, conseiller du roi Louis XV, conseiller au parlement de Rouen, dernier seigneur féodal de Vatimesnil. Le fief de Vatimesnil était à l'époque divisé en deux : le Grand Saint-Martin et le Petit Saint-Martin.
Entre 1715 et 1844, Vatimesnil a appartenu à la famille Lefébure puis (1767) à Pierre Henri de Vatimesnil.

## Politique et administration
| Période    | Période  | Identité                       | Étiquette | Qualité                                                                             |
| ---------- | -------- | ------------------------------ | --------- | ----------------------------------------------------------------------------------- |
| 1833       | 1844     | Antoine Lefebvre de Vatimesnil |           | Maire de Vatimesnil, député, ministre                                               |
| 1833       | 1844     | François Adjutor de Fontenay   |           | Maire de Sainte-Marie-des-Champs (Eure)                                             |
| 1844       | 1888     | Marie Pierre de Vatimesnil     |           | Premier maire de la commune nouvelle                                                |
| 14-08-1887 | 1931     | Henri de Vatimesnil            |           | propriétaire, ancien officier, chevalier de la Légion d'honneur                     |
| 1931       | 1935     | François Garet                 |           |                                                                                     |
| 1935       |          | Joseph d'Astorg                |           | Propriétaire du château de Vatimesnil, Saint-Cyrien, résistant, mort en déportation |
| 1945       | 1957     | Lucien Bénard                  |           |                                                                                     |
| 1957       | 1965     | Claude Charpentier             |           |                                                                                     |
| 1965       | 1969     | Roch Lavallée                  |           |                                                                                     |
| 1969       | 1983     | André Coville                  |           |                                                                                     |
| 1983       | 2001     | Michel Gazier                  |           | Maire honoraire                                                                     |
| 2001       | 2014     | Jean d'Astorg                  |           |                                                                                     |
| 2014       | 2020     | Michel Chantrelle              | SE        |                                                                                     |
| 2020       | En cours | Jean d'Astorg                  |           |                                                                                     |

## Démographie
L'évolution du nombre d'habitants est connue à travers les recensements de la population effectués dans la commune depuis 1793. Pour les communes de moins de 10 000 habitants, une enquête de recensement portant sur toute la population est réalisée tous les cinq ans, les populations de référence des années intermédiaires étant quant à elles estimées par interpolation ou extrapolation. Pour la commune, le premier recensement exhaustif entrant dans le cadre du nouveau dispositif a été réalisé en 2007.

En 2022, la commune comptait 268 habitants, en évolution de +1,9 % par rapport à 2016 (Eure : −0,25 %, France hors Mayotte : +2,11 %).
| 1793 | 1800 | 1806 | 1821 | 1831 | 1836 | 1841 | 1846 | 1851 |
| ---- | ---- | ---- | ---- | ---- | ---- | ---- | ---- | ---- |
| 252  | 147  | 196  | 141  | 156  | 136  | 124  | 275  | 266  |

| 1856 | 1861 | 1866 | 1872 | 1876 | 1881 | 1886 | 1891 | 1896 |
| ---- | ---- | ---- | ---- | ---- | ---- | ---- | ---- | ---- |
| 266  | 264  | 265  | 245  | 252  | 251  | 256  | 265  | 257  |

| 1901 | 1906 | 1911 | 1921 | 1926 | 1931 | 1936 | 1946 | 1954 |
| ---- | ---- | ---- | ---- | ---- | ---- | ---- | ---- | ---- |
| 261  | 242  | 230  | 217  | 235  | 210  | 227  | 231  | 219  |

| 1962 | 1968 | 1975 | 1982 | 1990 | 1999 | 2006 | 2007 | 2012 |
| ---- | ---- | ---- | ---- | ---- | ---- | ---- | ---- | ---- |
| 223  | 211  | 176  | 194  | 204  | 235  | 245  | 246  | 253  |

| 2017 | 2022 | - | - | - | - | - | - | - |
| ---- | ---- | - | - | - | - | - | - | - |
| 269  | 268  | - | - | - | - | - | - | - |

## Lieux et monuments

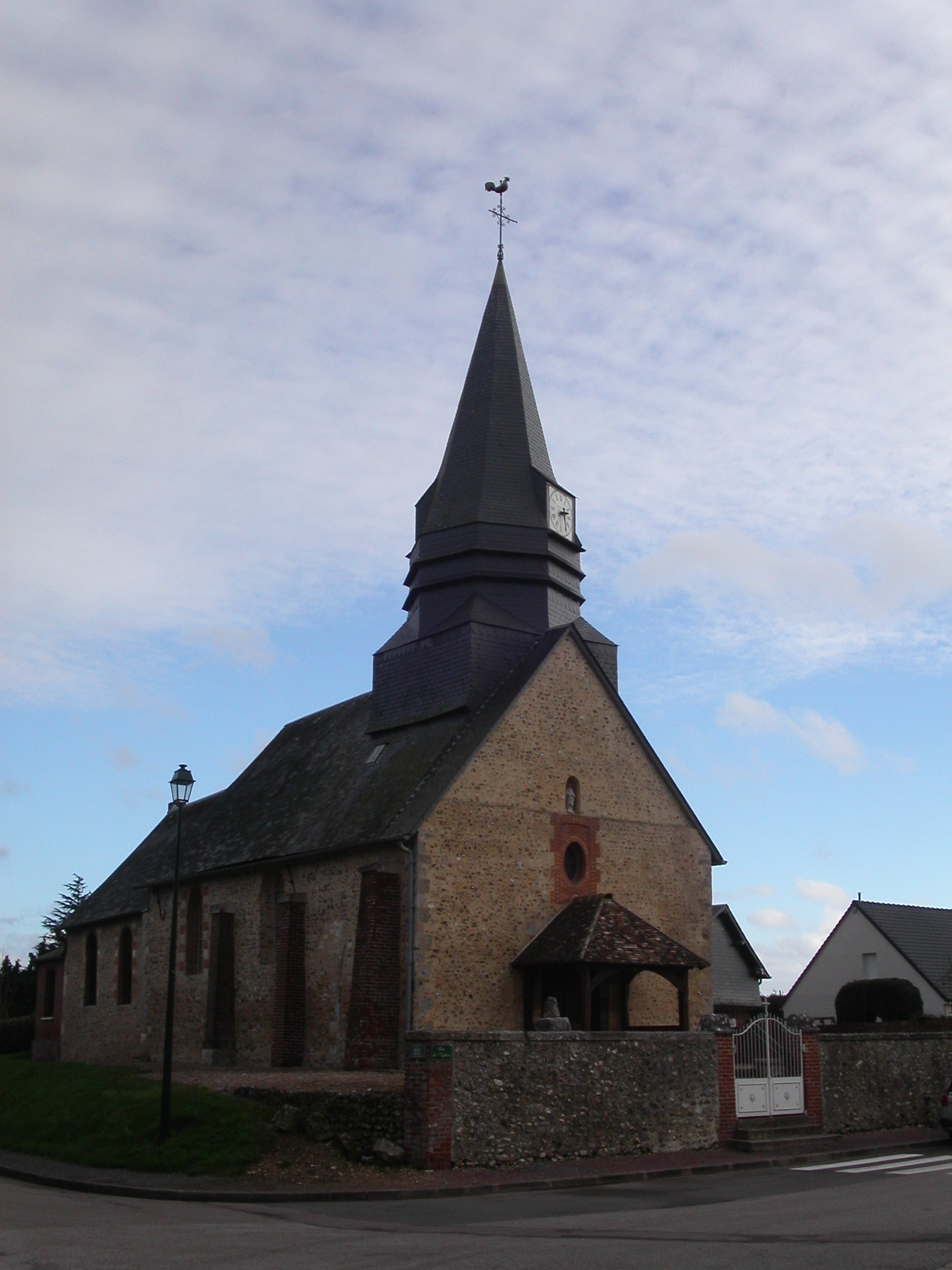
L'église Sainte-Marie-des-Champs.

- Église paroissiale Sainte-Marie-des-Champs[23].
Sa chapelle seigneuriale est dédiée à sainte Barbe ; elle date de 1542[24].
Son mobilier (sablière ; confessionnal ; banc d'église ; plaque commémorative …) est inventorié[25].
- Croix monumentale dans l'enclos de l'église[26].
- Château du milieu du XIXe siècle[27] comportant parc, communs (dont des écuries) et un colombier. Il est visible de la route départementale 3 qui est venue séparer le château de sa chapelle. Le site est exploité par une société commerciale. Il appartient à la famille d'Astorg.
- Chapelle du château Saint-Michel-Archange, inaugurée le 8 août 1878. Ses vitraux sont de facture de l'atelier Duhamel-Marette. Sa crypte contient les sépultures de dix-huit personnes dont sept portent le nom de Vatimesnil.

## Personnalités liées à la commune
- Antoine Lefebvre de Vatimesnil (1789-1860 à Sainte-Marie-de-Vatimesnil), avocat général à la Cour de cassation, conseiller d'État et homme politique. Il est l'un des descendants des anciens seigneurs de la commune.
- Bernard d'Astorg (1921-2014), général français, membre de la résistance, déporté le 3 septembre 1943 de Compiègne pour Buchenwald, puis au camp de Dora-Mittelbau et à Ellrich-Juliushütte. Devant l'avance des armées alliées, il est évacué dans les Marches de la Mort sur Bergen-Belsen et libéré par l’armée anglaise le 15 avril 1945. De 1977 à 1980, il est responsable du secteur français de Berlin.